# Völpke
Völpke è un comune tedesco di 1 229 abitanti situato nel land della Sassonia-Anhalt.